# 蔣曙
蔣曙（1475年—？），字景明，廣西桂林府全州人，民籍，明朝政治人物。

## 生平
廣西鄉試第五名舉人。弘治九年（1496年）中式丙辰科會試第二百六十八名，三甲第四十一名進士。為江西贛縣知縣，後轉南京戶部主事，正德五年（1510年）三月改任浙江道監察御史，不久陞保定府知府。曾有流寇圍城六日，薄曙督兵守城，示賊以弱，暗中卻截其退路，流寇大驚而逃。七年（1512年）十月升為山東按察副使，整饬天津等处兵备，九年二月兼管霸州等处兵备，任滿，十年闰四月調廣東按察副使，十一年八月陞本省布政司左參政。當時樊家屯有山賊，蔣曙平賊有功，十四年八月擢陞為江西右布政使，嘉靖二年（1523年）三月轉為湖廣左布政使，三年十二月晉都察院右副都御史、撫治鄖陽府，時擒獲倪道真、廉欽等山賊首領，六年正月晉工部右侍郎兼右佥都御史总督，采办大木，三月以考察致仕。二十年八月卒，賜祭葬。
著有《竹塘集》。

## 家族
曾祖蔣子瑞；祖父蔣豎初；父蔣志濱，母黃氏。慈侍下。兄蒋時，贡士。